# Chassenon
Chassenon är en kommun i departementet Charente i regionen Nouvelle-Aquitaine i västra Frankrike. Kommunen ligger  i kantonen Chabanais som ligger i arrondissementet Confolens. År 2022 hade Chassenon 843 invånare.

## Befolkningsutveckling
Antalet invånare i kommunen Chassenon
Referens:INSEE